# Ondřej Kričfaluši
Ondřej Kričfaluši (29 marzo 2004) è un calciatore ceco, difensore dello Teplice.

## Caratteristiche tecniche
È un difensore centrale.

## Carriera

### Club
È cresciuto nel settore giovanile dello Slavia Praga ed ha debuttato in prima squadra il 21 agosto 2022 nell'incontro di 1. liga vinto 7-0 contro il Pardubice. Nel 2023 è stato ceduto in prestito al Graffin Vlašim, ma dopo soli sei mesi ha fatto rientro al club biancoroso per poi passare a titolo definitivo al Teplice il 9 febbraio 2024.

### Nazionale
Ha giocato con le nazionali giovanili ceche Under-18, Under-19, Under-20 e Under-21.

## Statistiche

### Presenze e reti nei club
Statistiche aggiornate al 9 gennaio 2025.
| Stagione        | Squadra         | Campionato      | Campionato | Campionato | Coppe nazionali | Coppe nazionali | Coppe nazionali | Coppe continentali | Coppe continentali | Coppe continentali | Altre coppe | Altre coppe | Altre coppe | Totale | Totale | Totale |
| Stagione        | Squadra         | Comp            | Pres       | Reti       | Comp            | Pres            | Reti            | Comp               | Pres               | Reti               | Comp        | Pres        | Reti        | Pres   | Reti   |        |
| --------------- | --------------- | --------------- | ---------- | ---------- | --------------- | --------------- | --------------- | ------------------ | ------------------ | ------------------ | ----------- | ----------- | ----------- | ------ | ------ | ------ |
| 2022-2023       | Slavia Praga B  | FNL             | 20         | 2          | -               | -               | -               | -                  | -                  | -                  | -           | -           | -           | 20     | 2      |        |
| 2022-2023       | Slavia Praga    | 1L              | 6          | 0          | CRC             | 1               | 0               | UECL               | 1                  | 0                  | -           | -           | -           | 8      | 0      |        |
| 2023-gen. 2024  | Graffin Vlašim  | FNL             | 13         | 0          | CRC             | 2               | 0               | -                  | -                  | -                  | -           | -           | -           | 15     | 0      |        |
| gen.-giu. 2024  | Teplice         | 1L              | 15         | 0          | CRC             | 0               | 0               | -                  | -                  | -                  | -           | -           | -           | 15     | 0      |        |
| 2024-2025       | Teplice         | 1L              | 14         | 0          | CRC             | 2               | 0               | -                  | -                  | -                  | -           | -           | -           | 16     | 0      |        |
| Totale Teplice  | Totale Teplice  | Totale Teplice  | 29         | 0          |                 | 2               | 0               |                    | -                  | -                  |             | -           | -           | 31     | 0      |        |
| Totale carriera | Totale carriera | Totale carriera | 68         | 2          |                 | 5               | 0               |                    | 1                  | 0                  |             | -           | -           | 74     | 2      |        |

## Palmarès

### Club

#### Competizioni nazionali
- Pohár FAČR: 1

Slavia Praga: 2022-2023